# Франческо Буссоне да Карманьола
Франческо Буссоне да Карманьола (итал. Francesco Bussone da Carmagnola; ок. 1390, Карманьола — 5 мая 1432, Венеция) — известный кондотьер, прославившийся на службе Миланскому герцогству и Венецианской республике.

## Биография
Франческо Буссоне родился в городе Карманьола (отсюда и прозвище Карманьола), расположенном недалеко от Турина, в простой крестьянской семье. В двенадцать лет он начал военную карьеру у прославленного кондотьера Фачино Кане на службе миланского герцога Джан Галеаццо Висконти. После смерти Кане герцог Филиппо Мария Висконти сделал Карманьолу своим генералом. Карманьола завоевал для своего господина Пьяченцу, Брешию, Бергамо и другие города. За верную службу герцог даровал ему титул графа Кастельнуово, отдал в жёны свою родственницу, Антонетту Висконоти, а также назначил губернатором Генуи.
В 1424 году Филиппо Мария, человек жестокий и параноидальный, увидел во влиятельном генерале Карманьоле угрозу для себя и отстранил его от военного командования. Кондотьер явился к герцогу за разъяснениями, но Филиппо Мария отказал ему в аудиенции. Тогда Карманьола, опасаясь за свою жизнь, с несколькими верными людьми бежал из Милана. На венецианской территории, в Тревизо, его настигли посланные герцогом убийцы, которые со своей миссией не справились. В феврале 1425 года Карманьола прибыл в Венецию и поступил на службу республике.
В январе 1426 года, когда сенат Венеции объявил войну Миланскому герцогству, Карманьола был назначен генералом венецианской армии. Он разбил миланские войска и захватил провинцию Брешия, которую за пять лет до этого покорил для Висконти. В 1427 году Карманьола вновь разбил армию герцога, во главе которой стояли прославленные кондотьеры Сфорца, Пергола, Пиччинино и Торелли в битве при Маклодио. Однако, будучи наёмником, которому платят во время войны, Карманьола не стремился развить успех и сокрушить Миланское герцогство, хотя венецианцы предлагали ему в случае успеха титул правителя Милана. В то же время послы Висконти пытались убедить Карманьолу сменить воюющий лагерь.
В 1428 году Венеция и Висконти заключили мир, но уже в 1431 году война вспыхнула вновь, и Карманьола вновь стал во главе венецианской армии. В начале войны он попытался овладеть замком Сончино, но потерпел поражение. В июне 1431 года миланцы разбили венецианский флот на реке По, недалеко от лагеря Карманьолы, который не успел прийти на помощь. Сенат республики был недоволен действиями своего генерала и заподозрил его в измене, но оставил во главе войск. После того, как в октябре того же года войскам Карманьолы не удалось взять практически незащищённую Кремону, сенат Венеции решил избавиться от генерала. При солдатах, любивших своего командира, предпринимать какие-либо действия против него было опасно, поэтому Карманьолу вызвали на совет в Венецию. Представ перед Советом десяти, он был обвинён в измене, арестован, заключён в тюрьму, подвергнут пыткам и приговорён к смерти.

## Смерть
Вечером, 5-го мая, 1432 года, одетого в малиновый бархат, с кляпом во рту и скованными за спиной руками Карманьола обезглавили перед дворцом дожей.
Отделить голову от тела удалось только с 3-го удара. Затем его тело в сопровождении двенадцати факельщиков отвезли к церкви Сан Франческо делла Винья, чтобы там похоронить. Но едва принялись за работу, как явился его духовный наставник и сказал, что его последней волей было похоронить его в церкви Санта Мария Глориоза деи Фрари. Туда и было перенесено его тело. Позже его тело перевезут в Милан.
Однако в 1874 году его саркофаг вскрыли для проверки и не обнаружили тела. Поэтому место его истинного захоронения скрыто пеленой истории..
Алессандро Мандзони в 1816 году написал о Карманьоле поэтическую трагедию Il Conte di Carmagnola (граф Карманьола).